# Ricardo de Burgos Bengoetxea
Ricardo de Burgos Bengoetxea (sinh ngày 16 tháng 3 năm 1986) là một trọng tài bóng đá người Tây Ban Nha làm nhiệm vụ tại La Liga. Anh đã là trọng tài FIFA từ năm 2018 và được xếp hạng là trọng tài hạng nhất của UEFA.

## Sự nghiệp trọng tài
Năm 2011, De Burgos Bengoetxea bắt đầu làm trọng tài ở Segunda División, và năm 2015, anh được thăng chức lên La Liga, giải đấu cao nhất của bóng đá Tây Ban Nha. Trận đấu đầu tiên anh làm trọng tài là vào ngày 23 tháng 8 năm 2015 giữa Levante và Celta Vigo. Năm 2017, anh đã điều hành trận lượt đi Siêu cúp Tây Ban Nha 2017 giữa Barcelona và Real Madrid. Năm 2018, anh được đưa vào danh sách trọng tài FIFA. Anh đã điều hành trận đấu quốc tế cấp cao đầu tiên của mình vào ngày 10 tháng 10 năm 2019 tại vòng loại UEFA Euro 2020 giữa Belarus và Estonia.

## Cuộc sống cá nhân
De Burgos Bengoetxea là người bản xứ Bilbao và làm việc như một kỹ thuật viên nha khoa.